# جيمس جونسون (سياسي أمريكي، مواليد 1811)
جيمس جونسون (بالإنجليزية: James Johnson)‏ هو قاضي ومحامي وسياسي أمريكي، ولد في 12 فبراير 1811 في مقاطعة روبسون في الولايات المتحدة، وتوفي في 20 نوفمبر 1891 في مقاطعة تشاتاهوتشي في الولايات المتحدة. نشط حزبياً في الحزب الديمقراطي. وقد انتخب حاكم جورجيا ‏ وانتخب عضو مجلس النواب الأمريكي.